# Новопашин, Аркадий Аркадьевич
Аркадий Аркадьевич Новопашин (15 июля 1932, Днепропетровск — 20 февраля 2014, там же) — советский и украинский шахматист, мастер спорта СССР (1960), кандидат физико-математических наук.
Окончил Днепропетровский государственный университет.
В 1954 году разделил 1-2-е место в первенстве Вооружённых Сил СССР, но проиграл дополнительный матч А. Лутикову. Лучший результат в первенстве УССР: 1960 — 4-5-е место; 1973 — 2-е. Участник чемпионатов СССР: XXX (1962) — 12-15-е; XXXI (1963) — 18-19-е места. Участник I лиги чемпионата СССР (Волгодонск, 1981).
Разделил 4-9 место во 2-м мемориале Рубинштейна (1964).
Похоронен на Фрунзенском кладбище Днепропетровска.

## Изменения рейтинга
| Графики недоступны из-за технических проблем. См. информацию на Фабрикаторе и на mediawiki.org. |